# Liste des plantes envahissantes de Bretagne
 (mars 2019).
Une première liste des plantes envahissantes en Bretagne a été réalisée en 2007 et réactualisée 2011 par le Conservatoire botanique national de Brest.
Cette liste comprend 102 taxons en 2011.

## Définition du caractère envahissant
Le caractère envahissant est évalué en Bretagne comme suit :
- envahissante avérée : Plante non indigène ayant, dans son territoire d’introduction, un caractère envahissant avéré et ayant un impact négatif sur la biodiversité et/ou sur la santé humaine et/ou sur les activités économiques.
- envahissante potentielle : Plante non indigène présentant actuellement une tendance au développement d’un caractère envahissant à l’intérieur de communautés naturelles ou semi-naturelles et dont la dynamique à l'intérieur du territoire considéré et/ou dans des régions limitrophes ou climatiquement proches, est telle qu'il existe un risque de la voir devenir à plus ou moins long terme une envahissante avérée. À ce titre, la présence d’envahissantes potentielles sur le territoire considéré justifie une forte vigilance et peut nécessiter la mise en place rapide d’actions préventives ou curatives.
- À surveiller : Dans les milieux naturels ou semi‐naturels, une plante à surveiller est une plante non indigène ne présentant actuellement pas (ou plus) de caractère envahissant avéré ni d’impact négatif sur la biodiversité dans le territoire considéré mais dont la possibilité de développer ces caractères (par reproduction sexuée ou multiplication végétative) n’est pas totalement écartée, compte tenu notamment du caractère envahissant de cette plante et des impacts sur la biodiversité dans d’autres régions. La présence de telles plantes sur le territoire considéré, en milieux naturels ou anthropisés, nécessite une surveillance particulière, et peut justifier des mesures rapides d’intervention.

## Liste des plantes envahissantes de Bretagne

### Espèces envahissantes avérées
- Egeria densa ou élodée dense
- Ludwigia peploides ou Jussie rampante
- Ludwigia uruguayensis ou Ludwigie à grandes fleurs
- Myriophyllum aquaticum ou Myriophylle aquatique
- Baccharis halimifolia ou Séneçon en arbre
- Bidens frondosa ou Bident feuillé
- Carpobrotus edulis / acinaciformis ou Griffe de sorcière
- Cortaderia selloana ou Herbe de la pampa
- Crassula helmsii ou Crassule de Helm
- Lagarosiphon major ou élodée crépue
- Polygonum polystachyum ou Renouée de l'Himalaya
- Prunus laurocerasus ou Laurier-cerise
- Reynoutria japonica ou Renouée du Japon
- Fallopia ×bohemica / sachalinensis ou Renouée de Bohème / de Sachaline
- Rhododendron ponticum ou Rhododendron pontique
- Senecio cineraria ou Séneçon maritime
- Spartina alterniflora ou Spartine à feuilles alternes
- Allium triquetrum ou Ail à trois angles
- Impatiens glandulifera ou Balsamine de l'Himalaya
- Paspalum distichum ou Paspale à deux épis

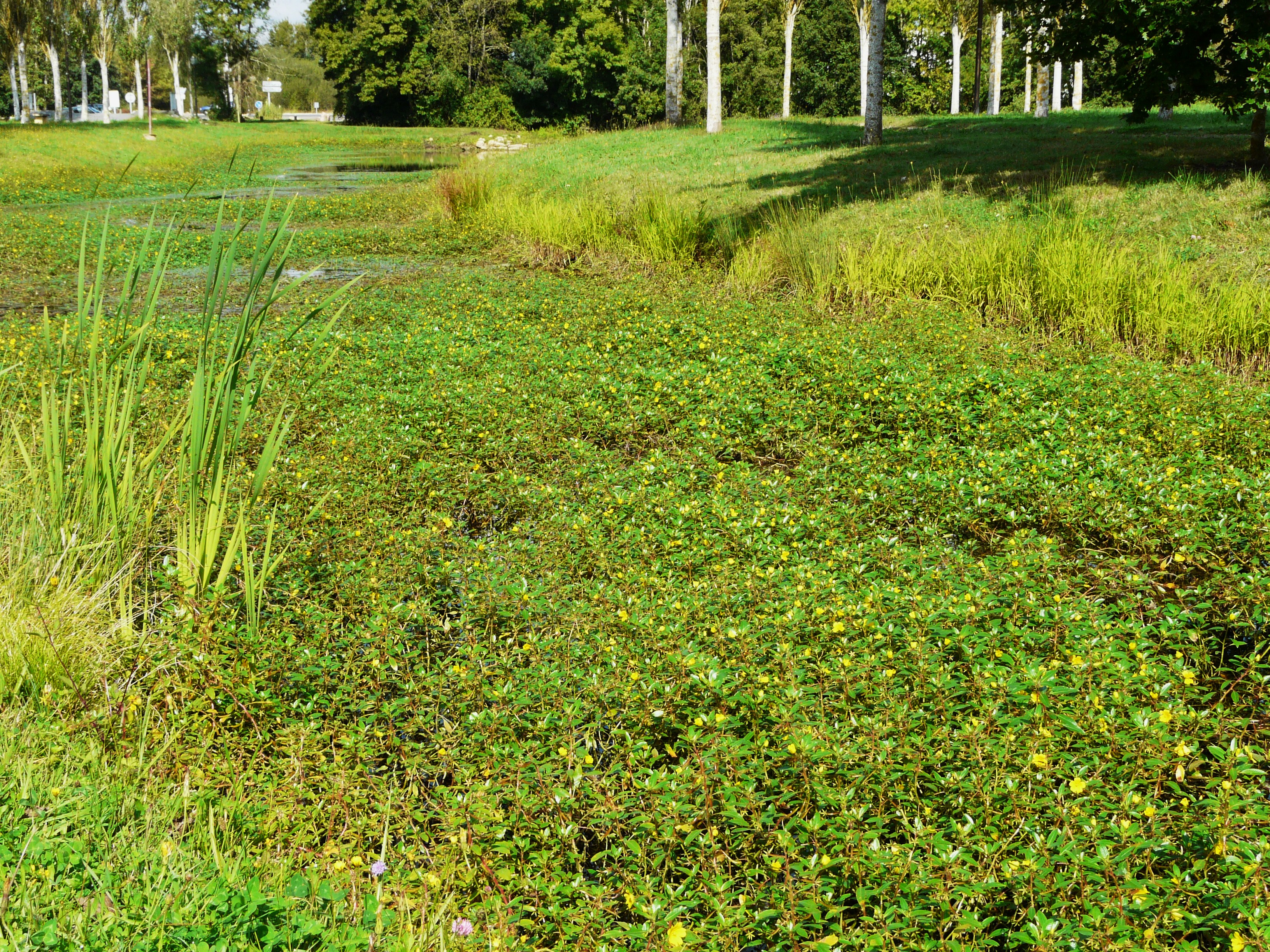
Jussie.
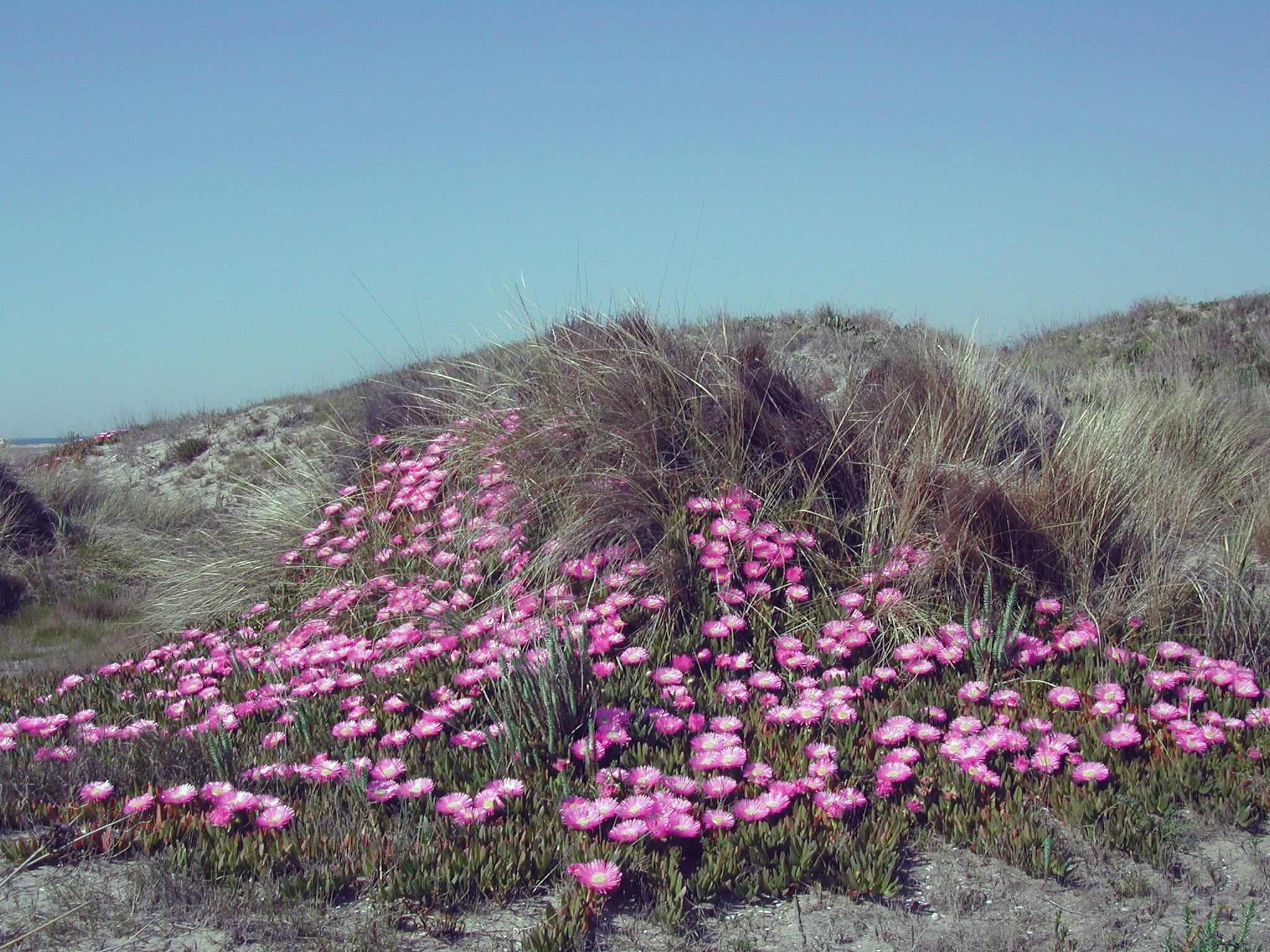
Griffes de sorcières.
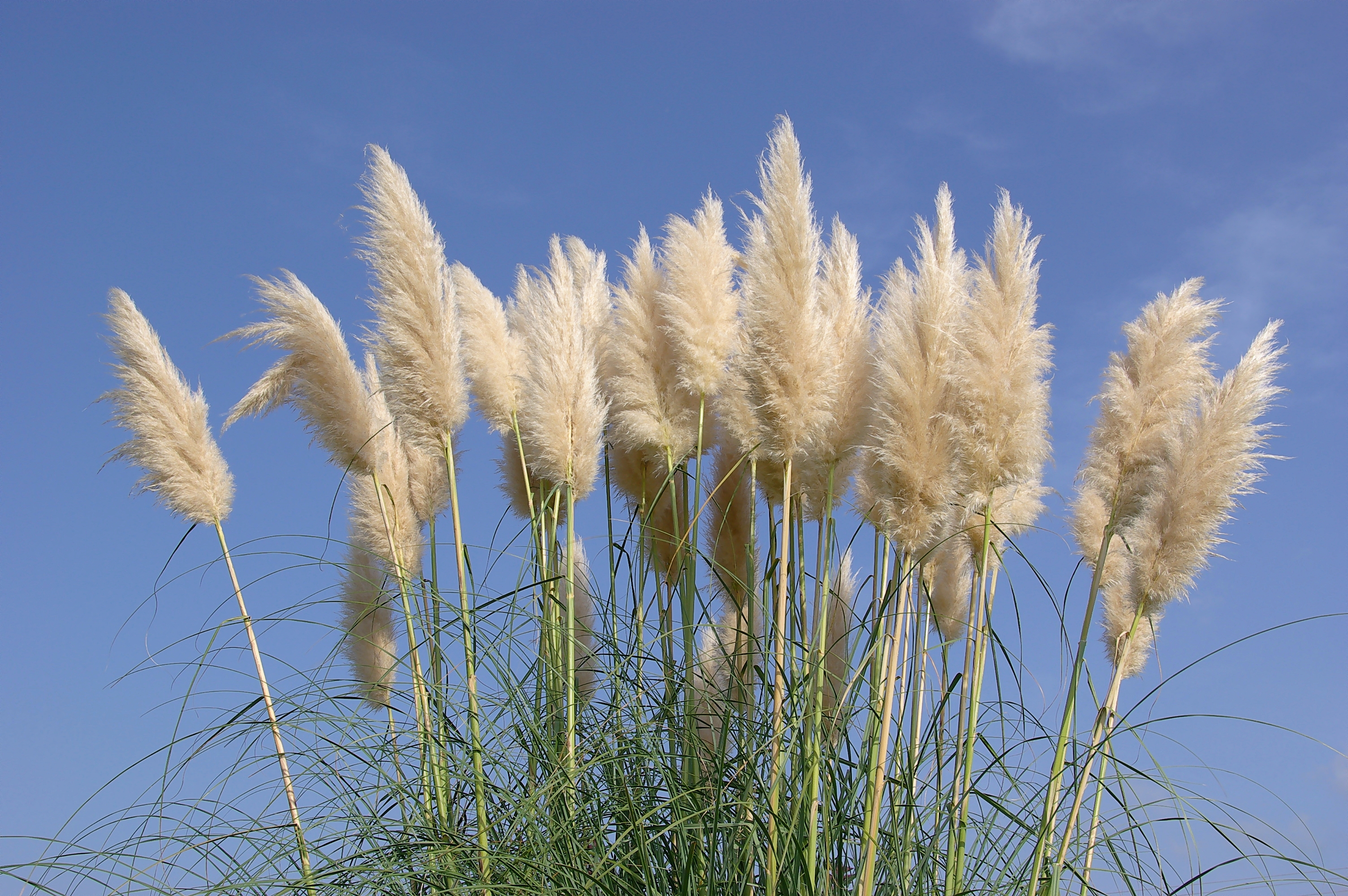
Herbe de la pampa.
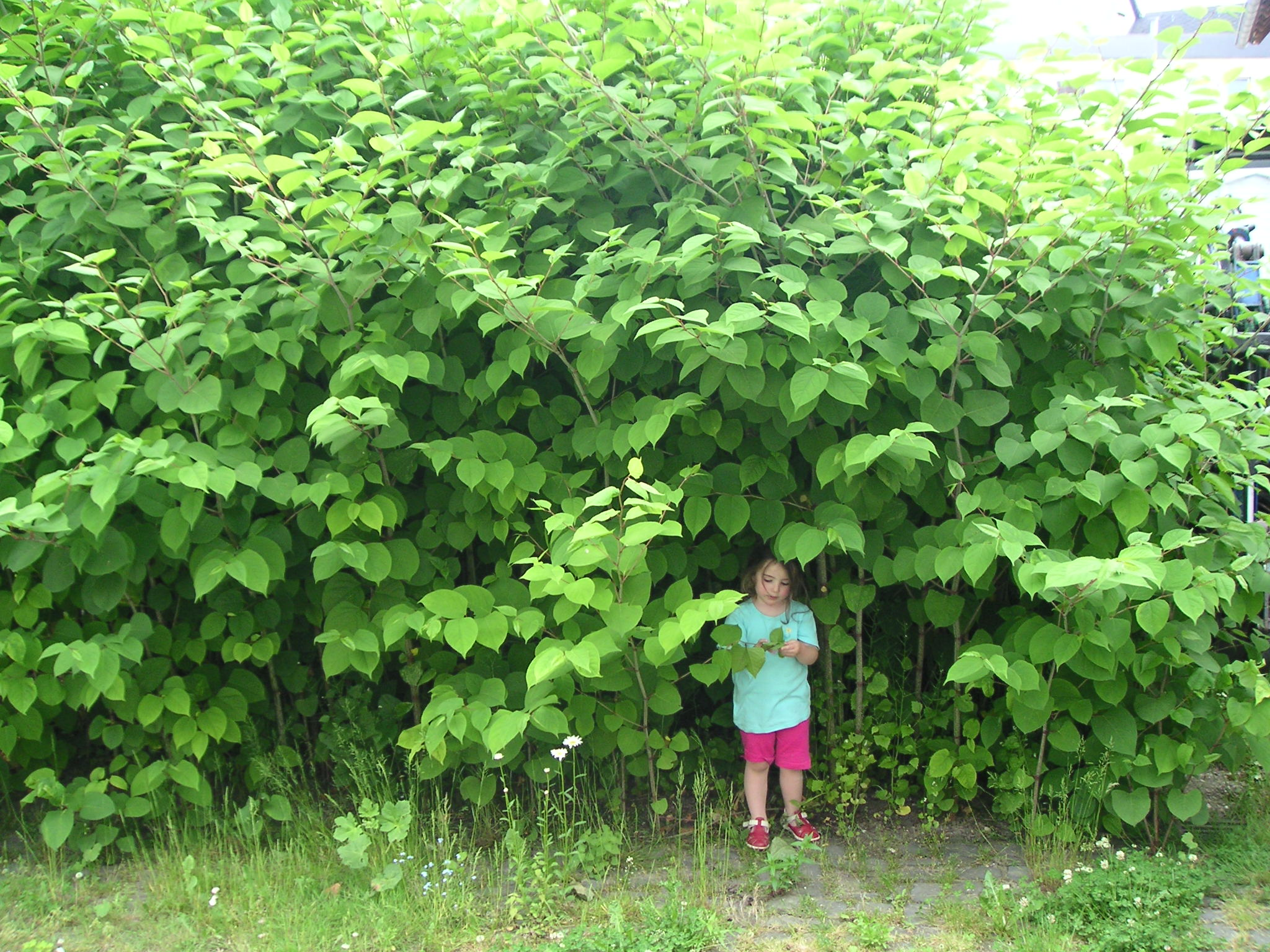
Renouée du Japon.
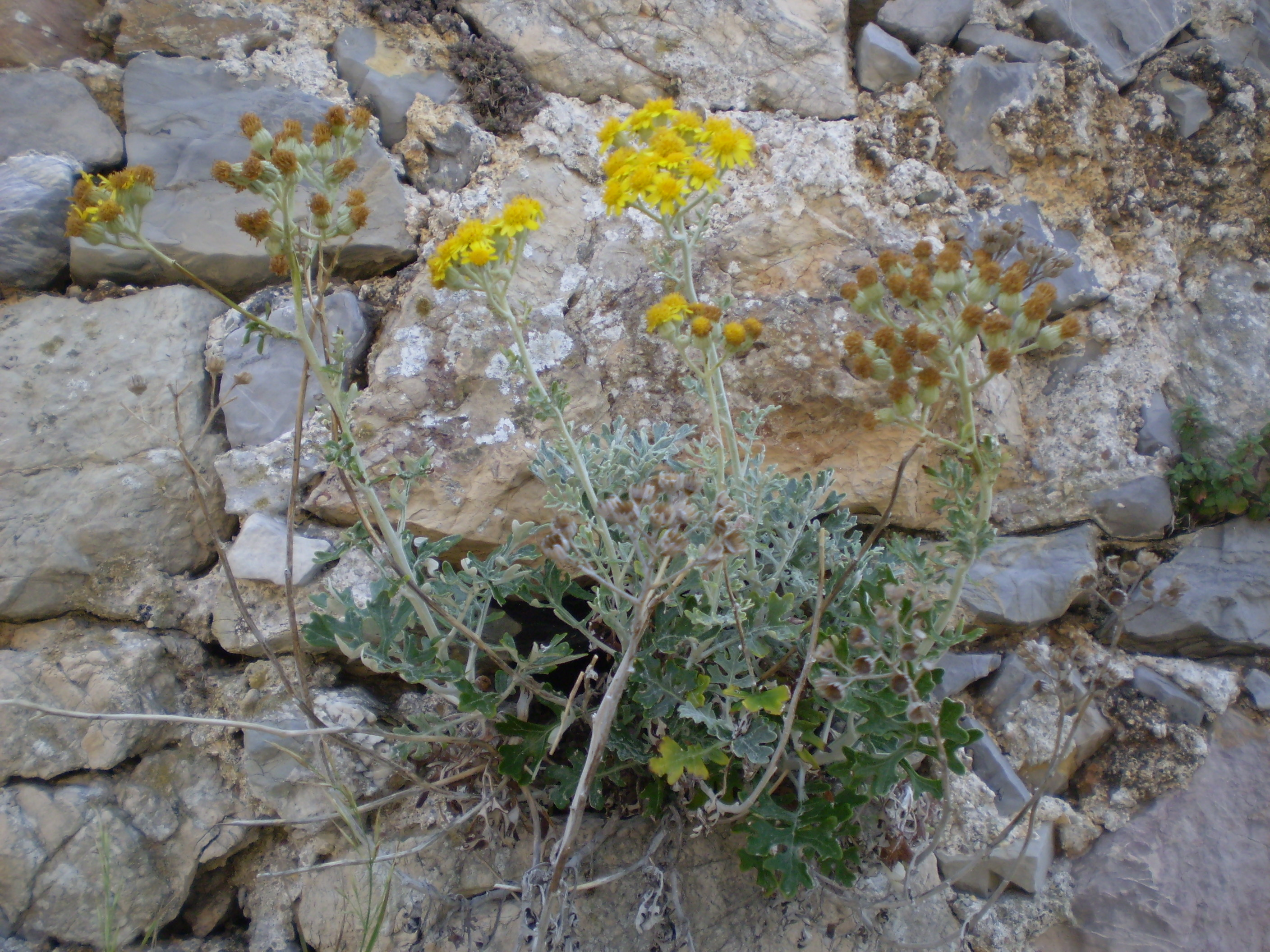
Séneçon maritime.
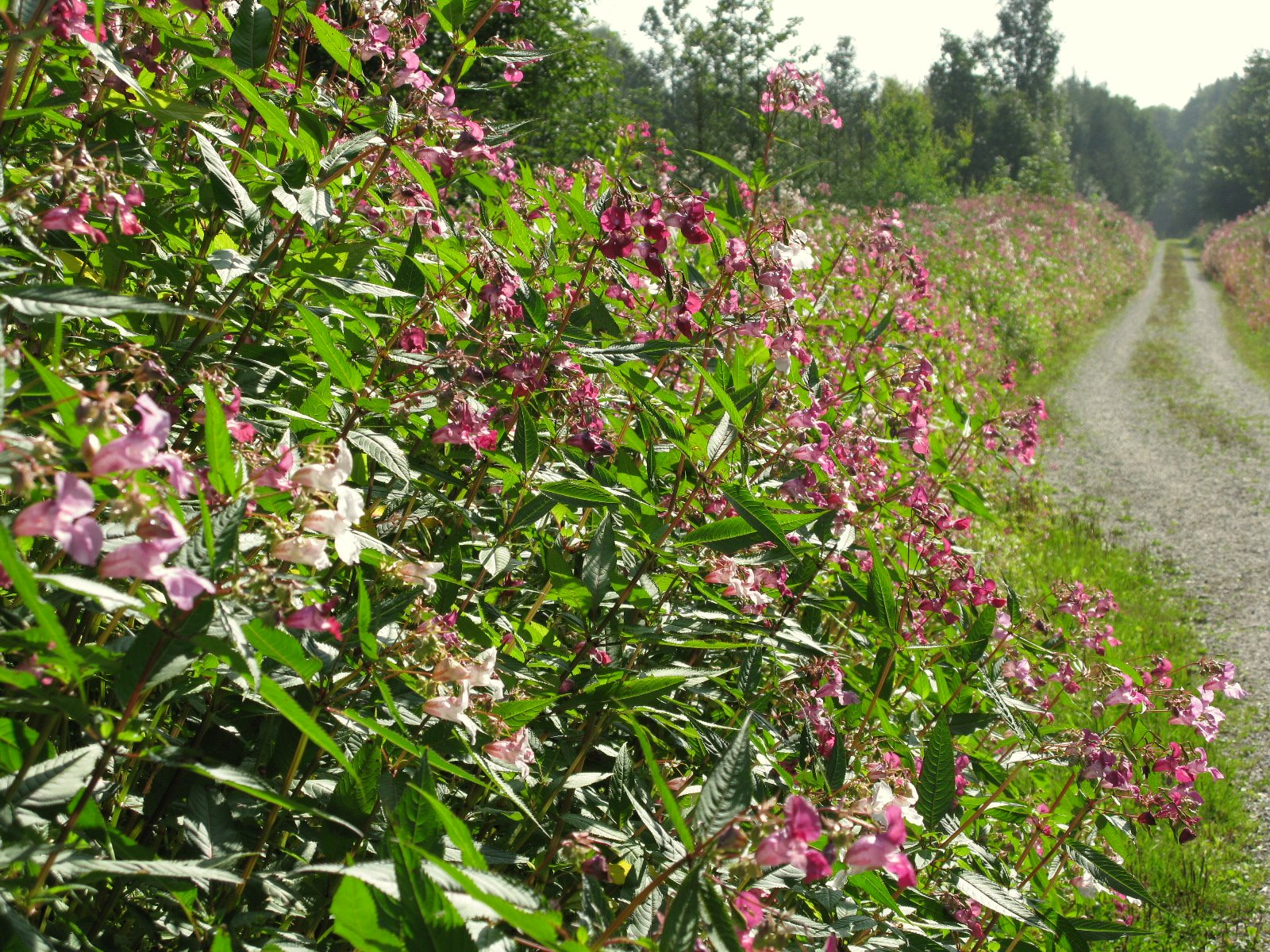
Balsamine de l'Himalaya.
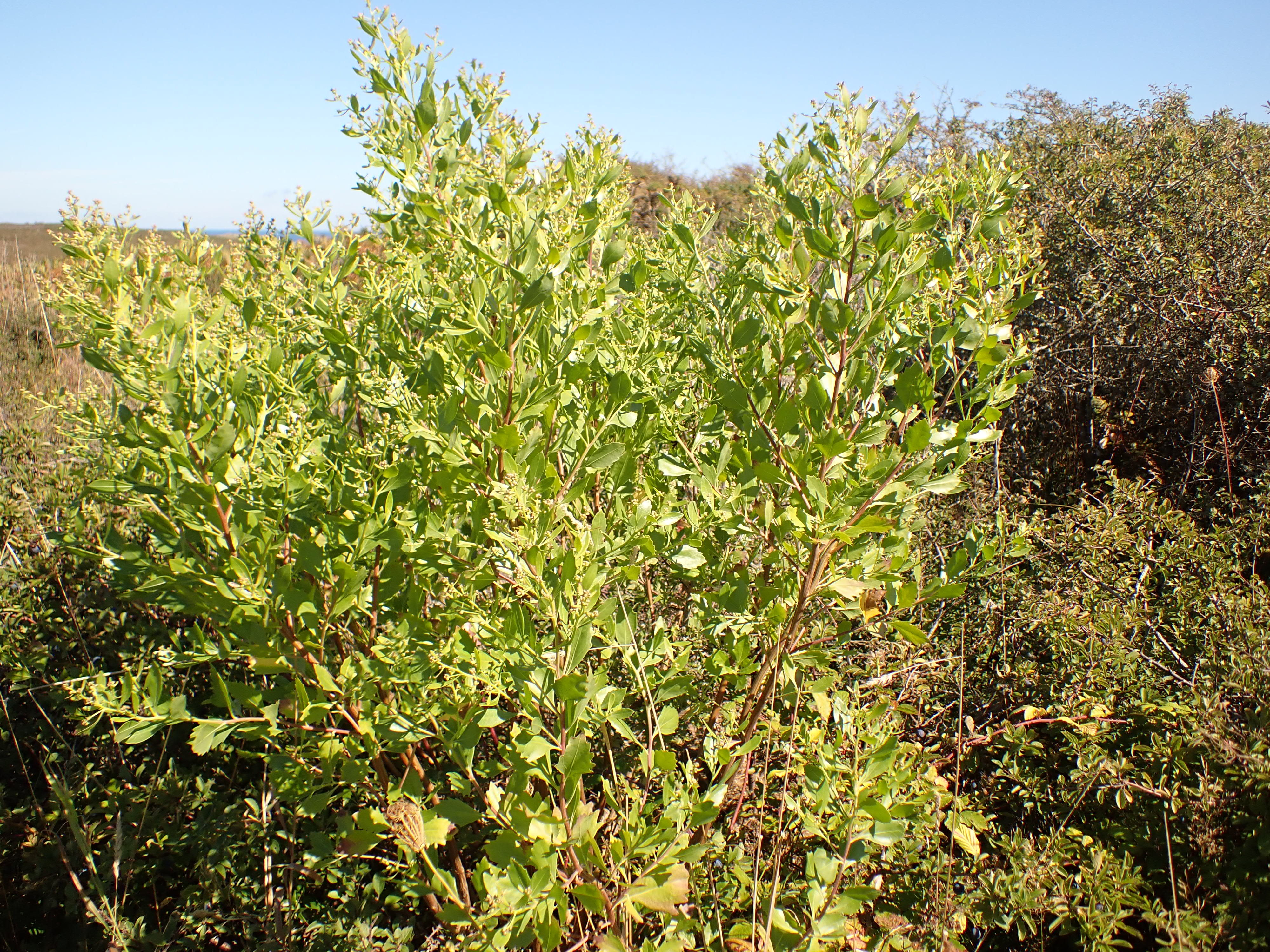
Séneçon en arbre à Belle-Île-en-Mer.

### Espèces potentiellement envahissantes
- Cuscuta australis ou cuscute d'australie
- Ailanthus altissima ou faux vernis du Japon
- Buddleja davidii ou buddleia de David
- Robinia pseudoacacia ou robinier faux-acacia
- Ambrosia artemisiifolia ou ambroisie à feuilles d'armoise
- Cotoneaster horizontalis ou cotonéaster rampant
- Cotoneaster simonsii ou cotoneaster de Simon
- Hydrocotyle ranunculoides ou hydrocotyle fausse renoncule
- Lindernia dubia ou lindernie fausse-gratiole
- Anthemis maritima ou camomille maritime
- Azolla filiculoides ou azolla fausse filicule
- Claytonia perfoliata ou claytonie perfoliée
- Cotula coronopifolia ou cotule pied-de-corbeau
- Elodea nuttallii ou élodée de Nuttall
- Impatiens balfouri ou Balsamine de Balfour
- Impatiens parviflora ou Balsamine à petites fleurs
- Laurus nobilis ou Laurier-sauce
- Lemna minuta ou Lentille d'eau minuscule
- Lemna turionifera ou Lenticule à turion
- Petasites fragrans ou Pétasite odorante
- Petasites hybridus ou Grand pétasite
- Senecio inaequidens ou Séneçon du Cap

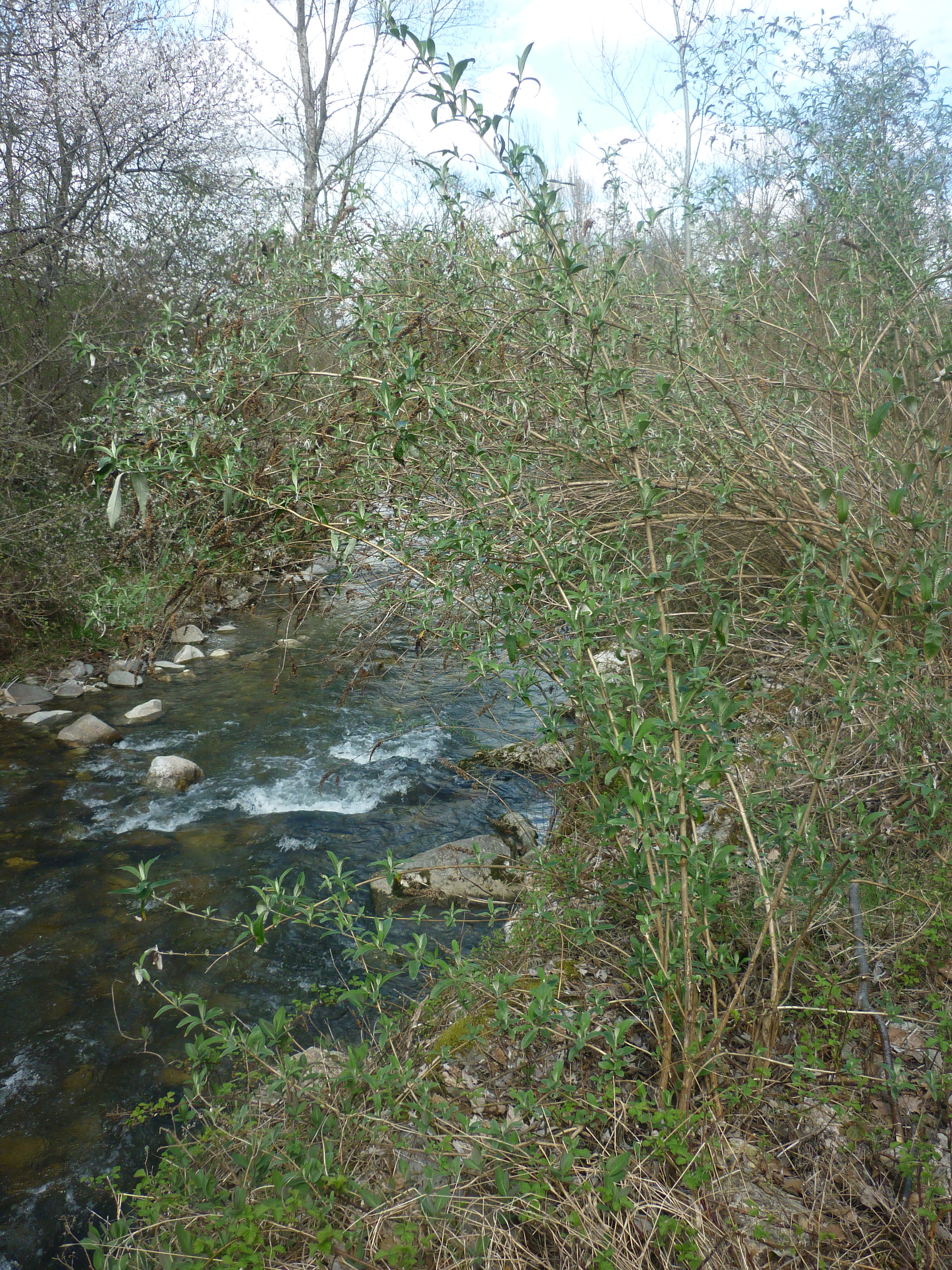
Buddleia.
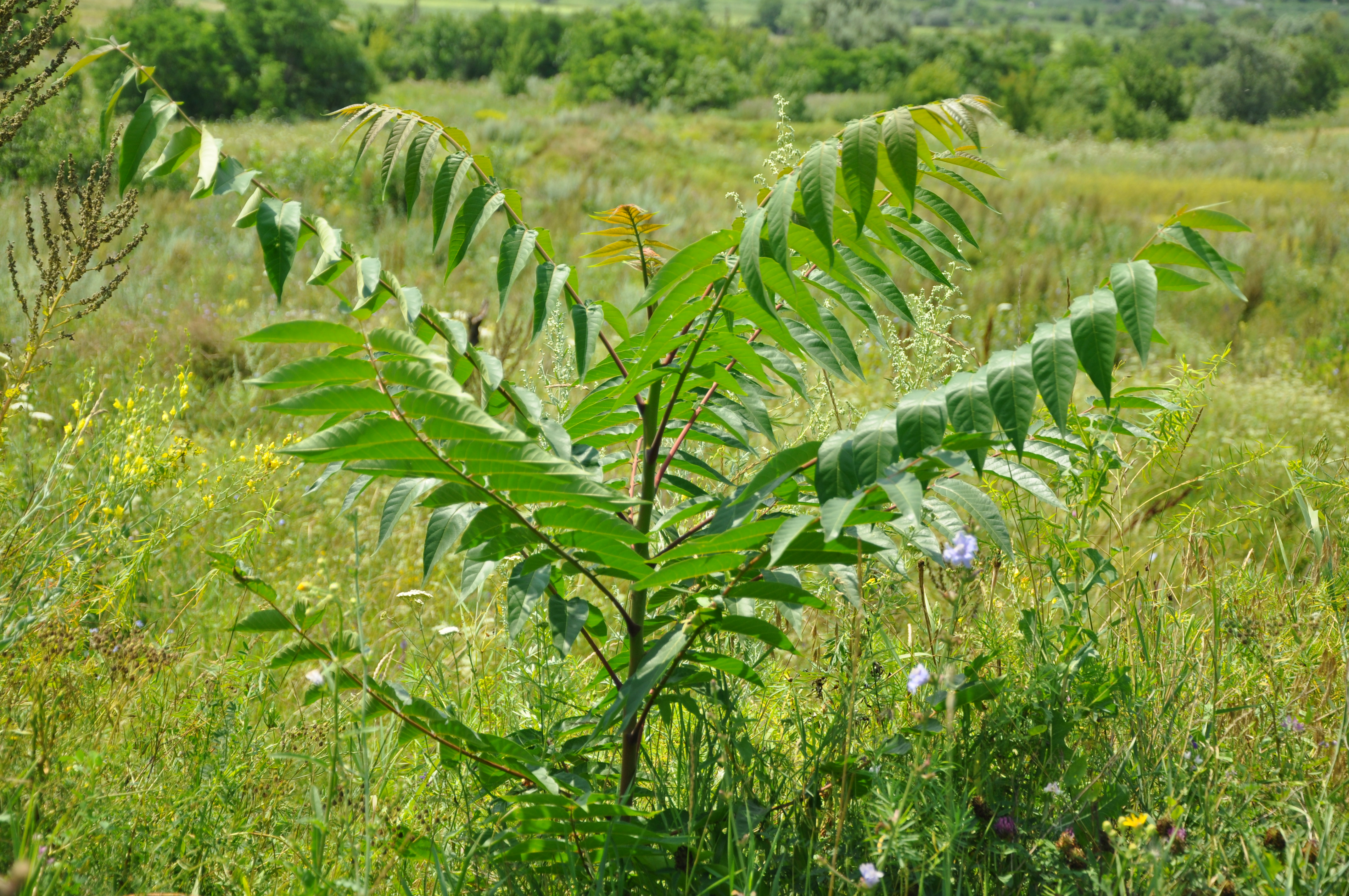
Ailanthe.
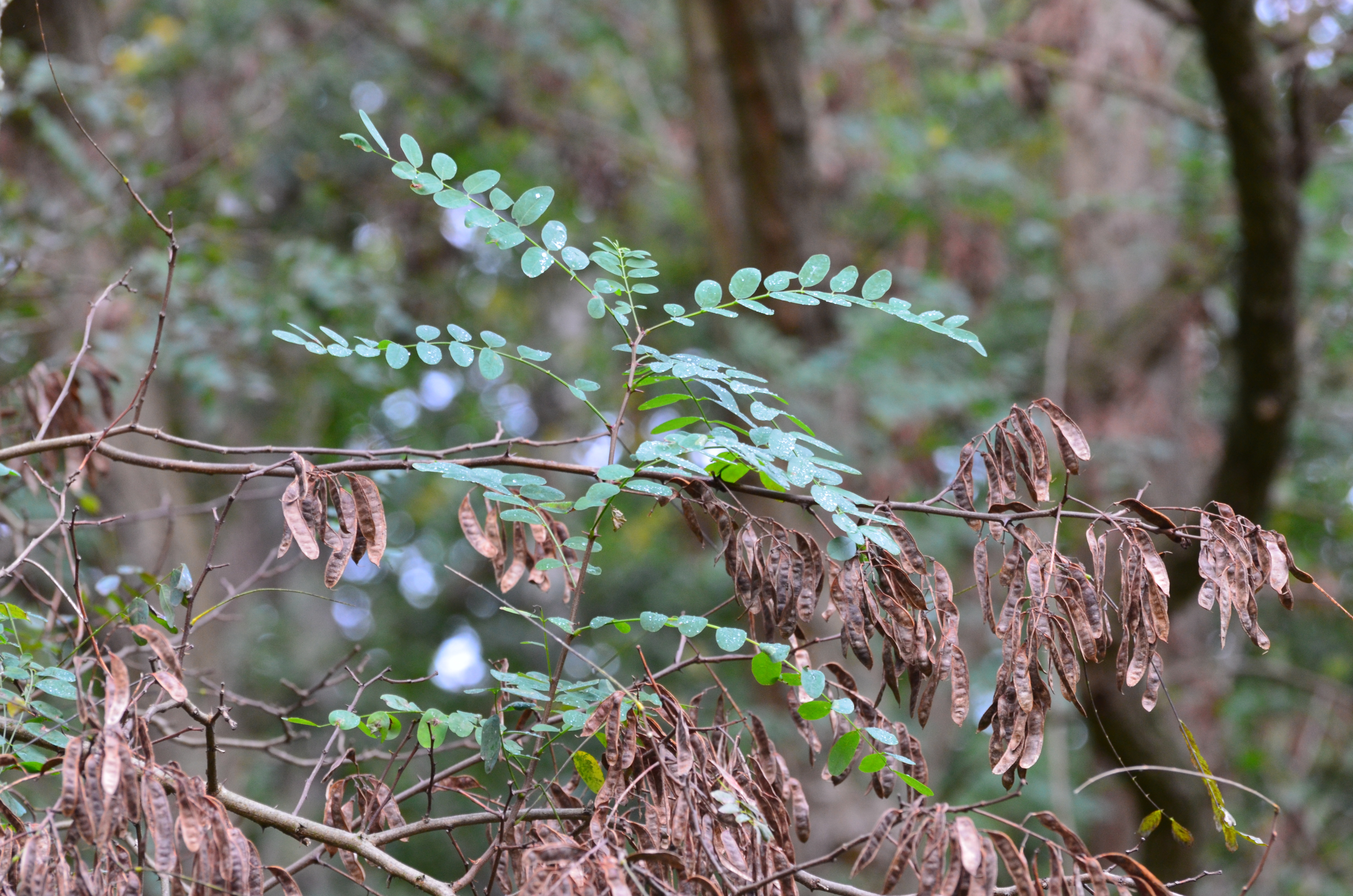
Robinier faux-acacia.
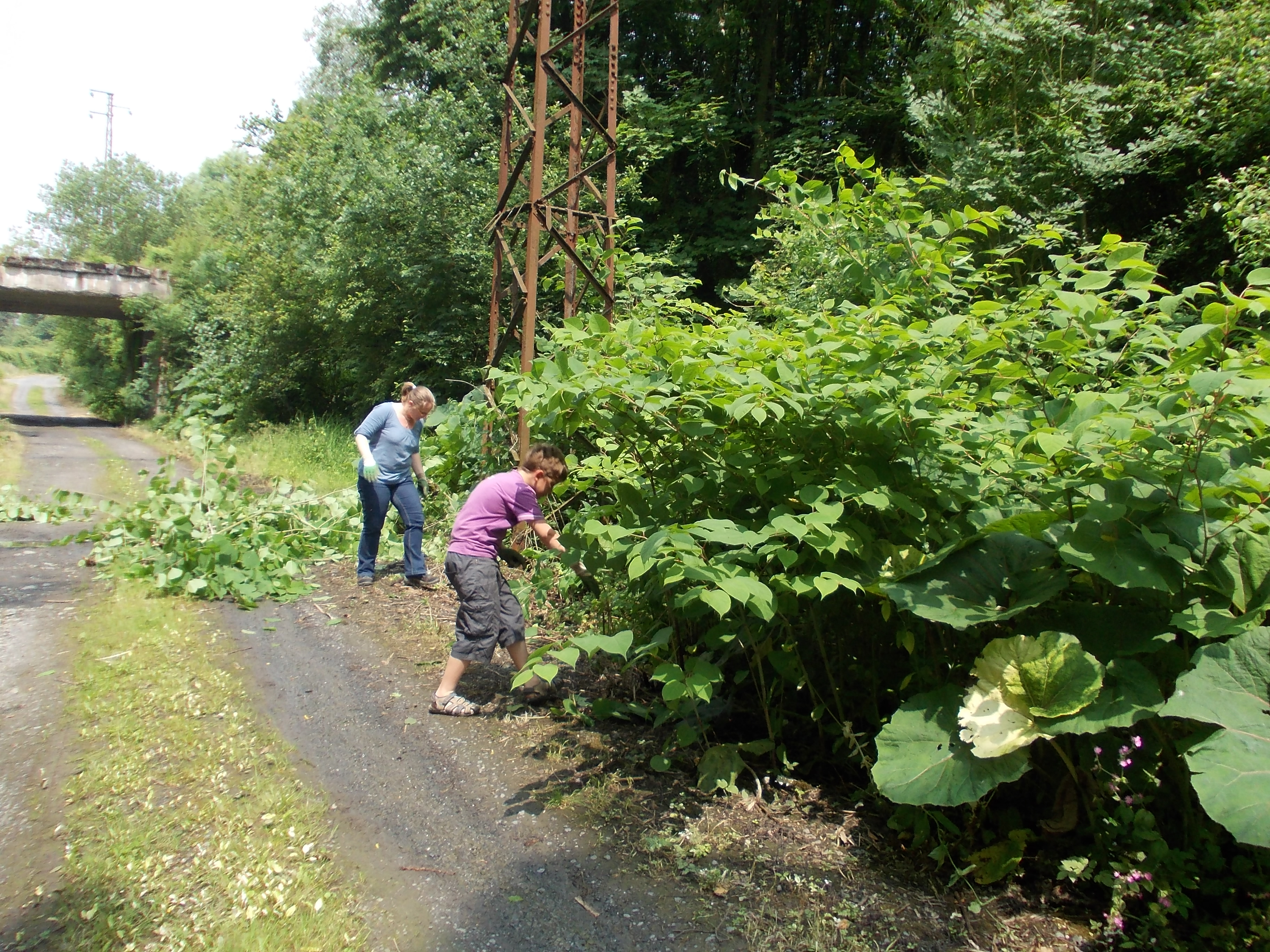
Pétasite.
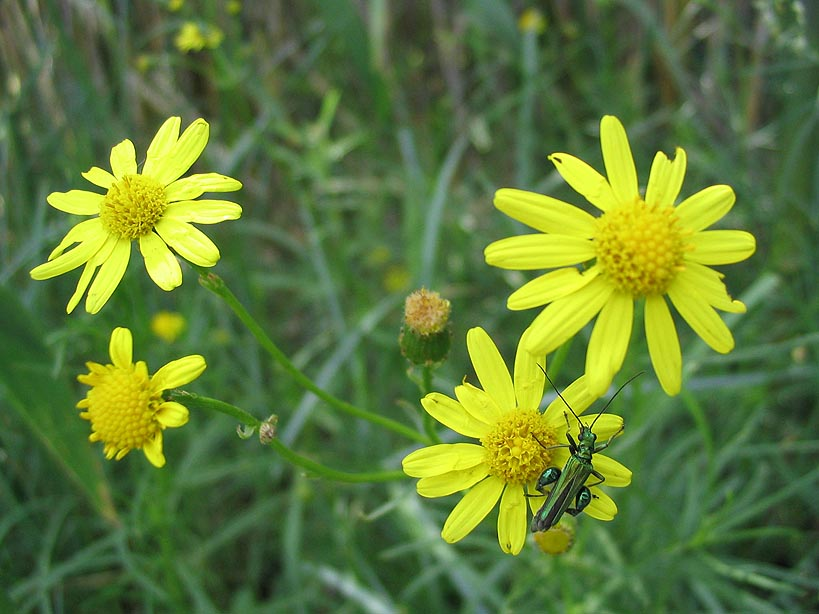
Séneçon du Cap.

### Espèces à surveiller
- Heracleum mantegazzianum ou Berce du Caucase
- Bromus willdenowii
- Conyza floribunda ou Vergerette à fleurs nombreuses
- Acer negundo ou Érable negundo
- Amaranthus albus ou Amarante blanche
- Amaranthus deflexus ou Amarante couchée
- Amaranthus hybridus ou Amarante hybride
- Amaranthus retroflexus ou Amarante réfléchie
- Artemisia verlotiorum ou Armoise de Chine
- Aster lanceolatus ou Aster lancéolé
- Aster novi-belgii ou Aster de la Nouvelle Belgique
- Aster squamatus ou Aster écailleux
- Aster ×salignus ou Aster à feuilles de saule
- Berteroa incana ou Alysson blanc
- Bidens connata ou Bident à feuilles connées
- Chenopodium ambrosioides ou Fausse ambroisie
- Conyza bonariensis ou Vergerette de Buenos Aires
- Lepidium didymum (syn. Coronopus didymus) ou Herbe cressonnette
- Crepis sancta ou Crépis de Nîmes
- Cyperus eragrostis ou Souchet robuste
- Cyperus esculentus ou Souchet comestible
- Datura stramonium ou Datura officinal
- Eichhornia crassipes ou Jacinthe d'eau
- Elaeagnus angustifolia ou Olivier de Bohême
- Eragrostis pectinacea ou éragrostide en peigne
- Erigeron annuus ou Vergerette annuelle
- Galega officinalis ou Galéga officinal
- Lycium barbarum ou Goji
- Mahonia aquifolium ou Mahonia à feuilles de houx
- Matricaria discoidea ou Matricaire odorante
- Miscanthus sinensis ou Herbe à éléphant
- Oenothera biennis ou Onagre bisannuelle
- Oenothera erythrosepala ou Onagre à sépales rouges
- Paspalum dilatatum ou Paspale dilaté
- Phytolacca americana ou Raisin d'Amérique
- Pistia stratiotes ou Laitue d'eau
- Rhus typhina ou Sumac de Virginie
- Rosa rugosa ou Rosier rugueux
- Solidago canadensis ou Verge d'or du Canada
- Solidago gigantea ou Solidage géant
- Sorghum halepense ou Sorgho d'Alep
- Sporobolus indicus ou Sporobole fertile
- Symphoricarpos albus ou Symphorine blanche
- Tetragonia tetragonoides ou épinard de Nouvelle-Zélande
- Berberis darwinii ou Épine-vinette de Darwin
- Conyza canadensis ou Vergerette du Canada
- Conyza sumatrensis ou Vergerette de Sumatra
- Crocosmia ×crocosmiiflora
- Epilobium adenocaulon ou épilobe obscure
- Galinsoga parviflora ou Galinsoga à petites fleurs
- Galinsoga quadriradiata ou Galinsoga cilié
- Lathyrus latifolius ou Pois vivace
- Leycesteria formosa ou Chèvrefeuille de l'Himalaya
- Lonicera japonica ou Chèvrefeuille du Japon
- Panicum dichotomiflorum ou Panic des rizières
- Parthenocissus quinquefolia ou Vigne vierge vraie
- Setaria faberi ou Sétaire de Faber
- Symphytum bulbosum ou Consoude à bulbe
- Elodea canadensis ou élodée du Canada
- Juncus tenuis ou Jonc grêle

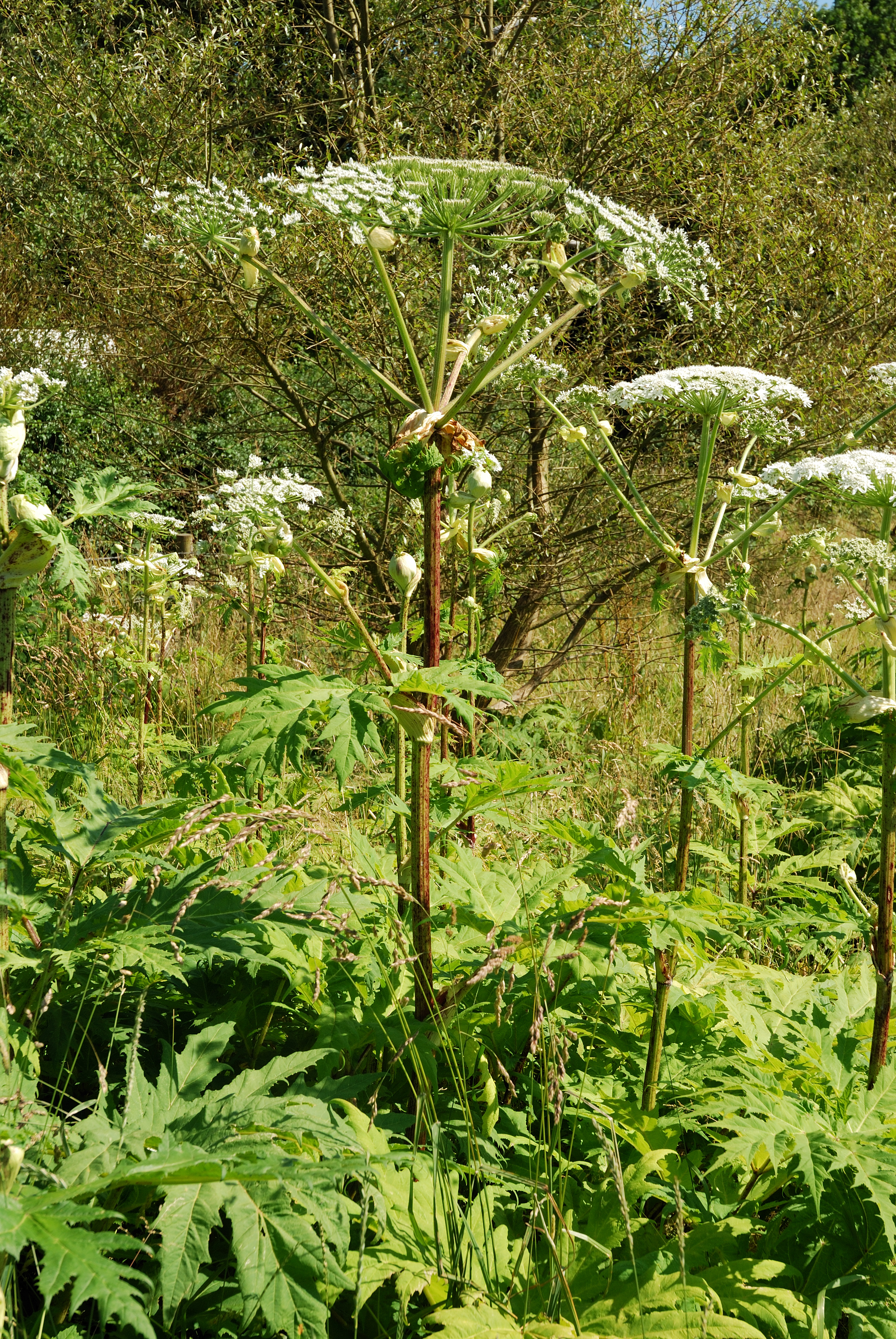
Berce du Caucase.
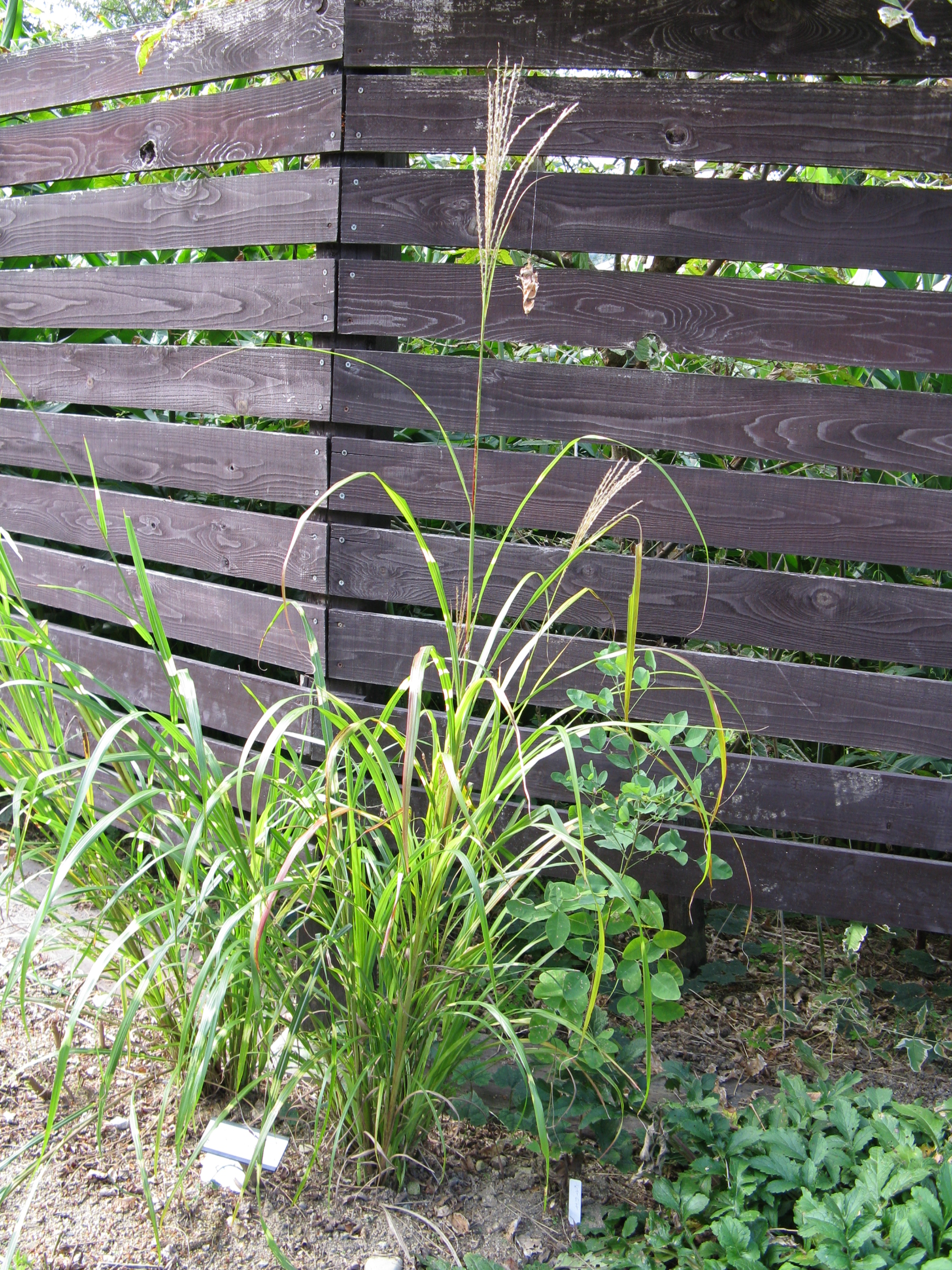
Herbe à éléphant.
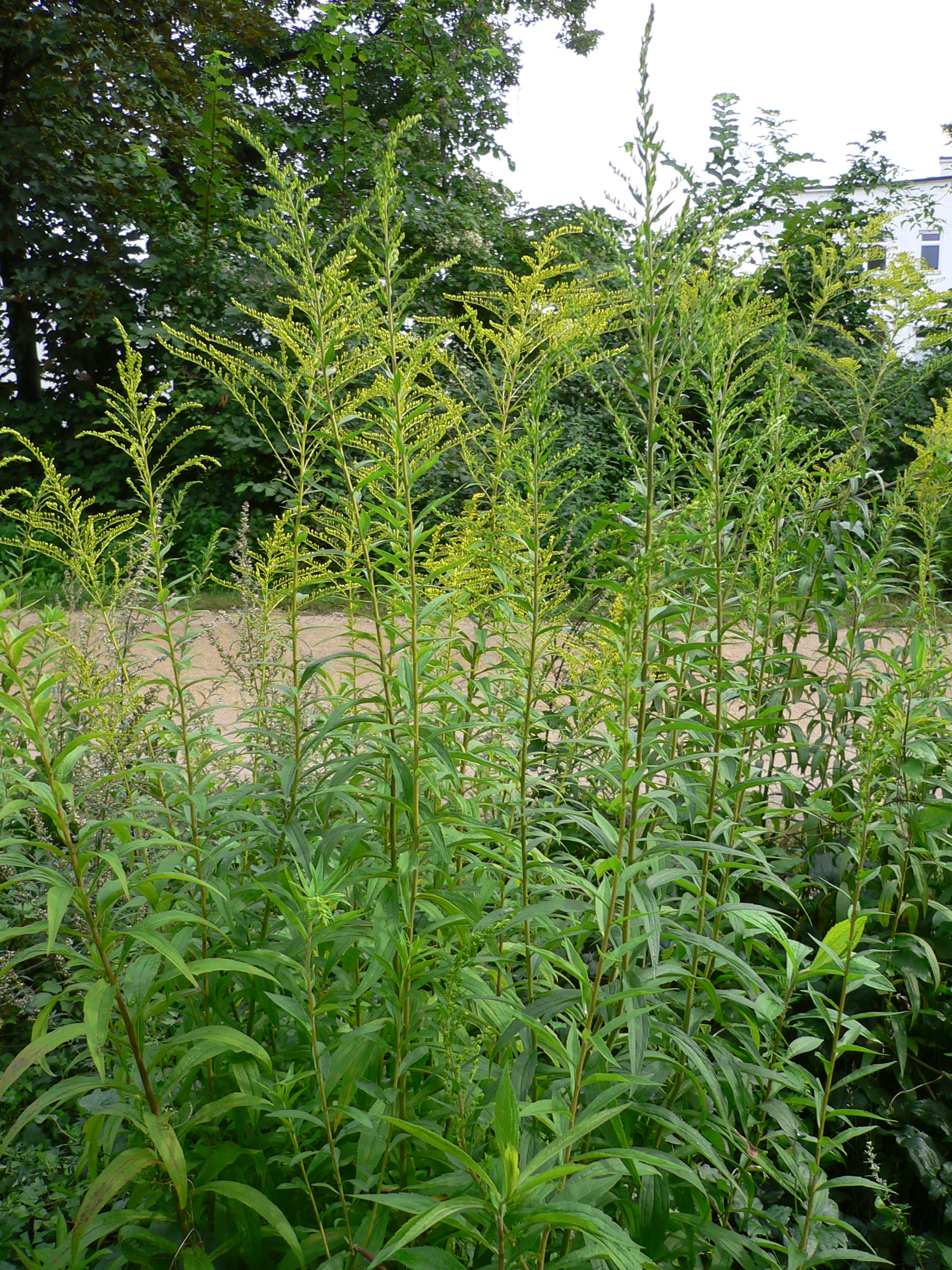
Verge d'or du Canada.
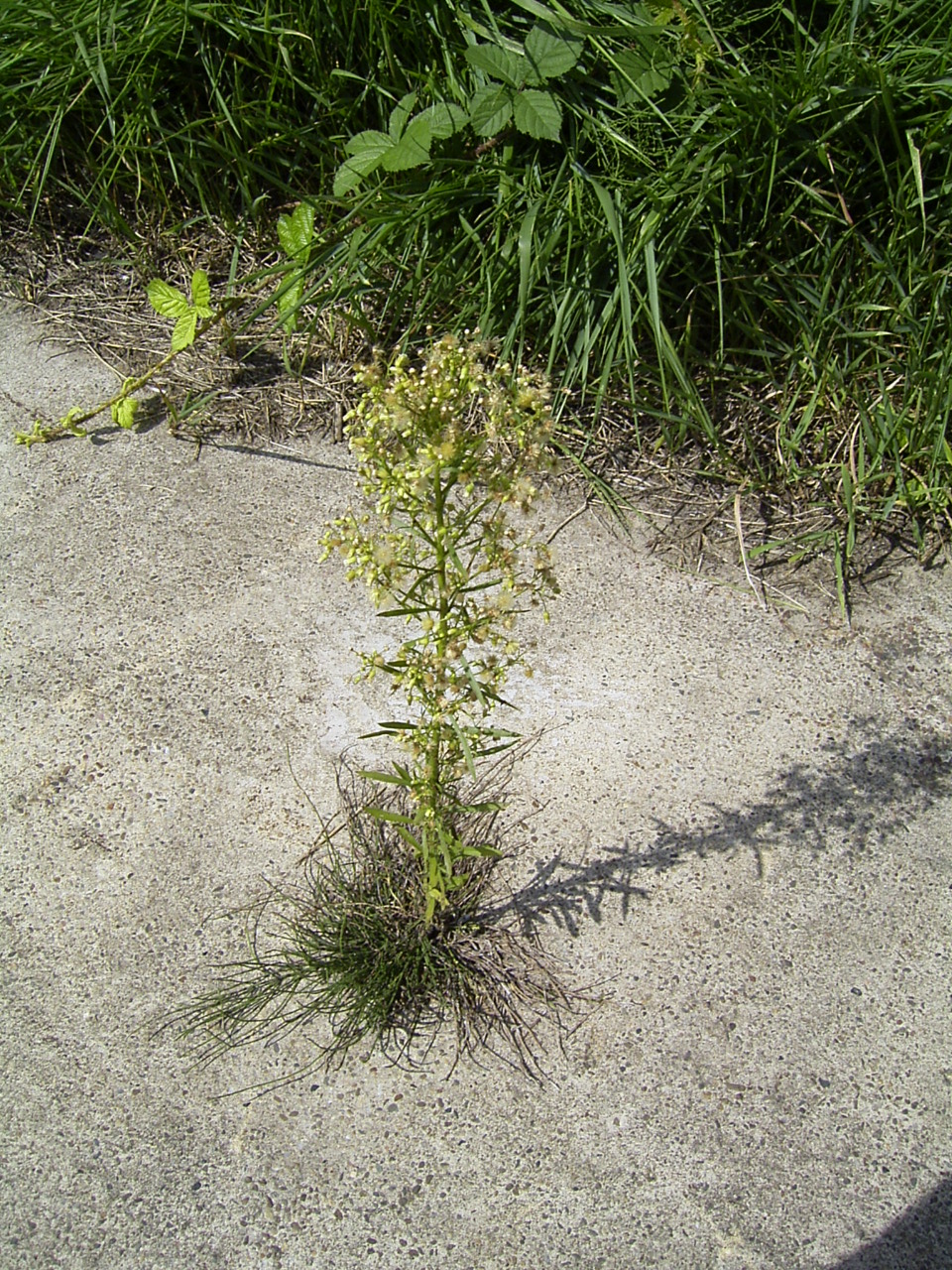
Vergerette du Canada.
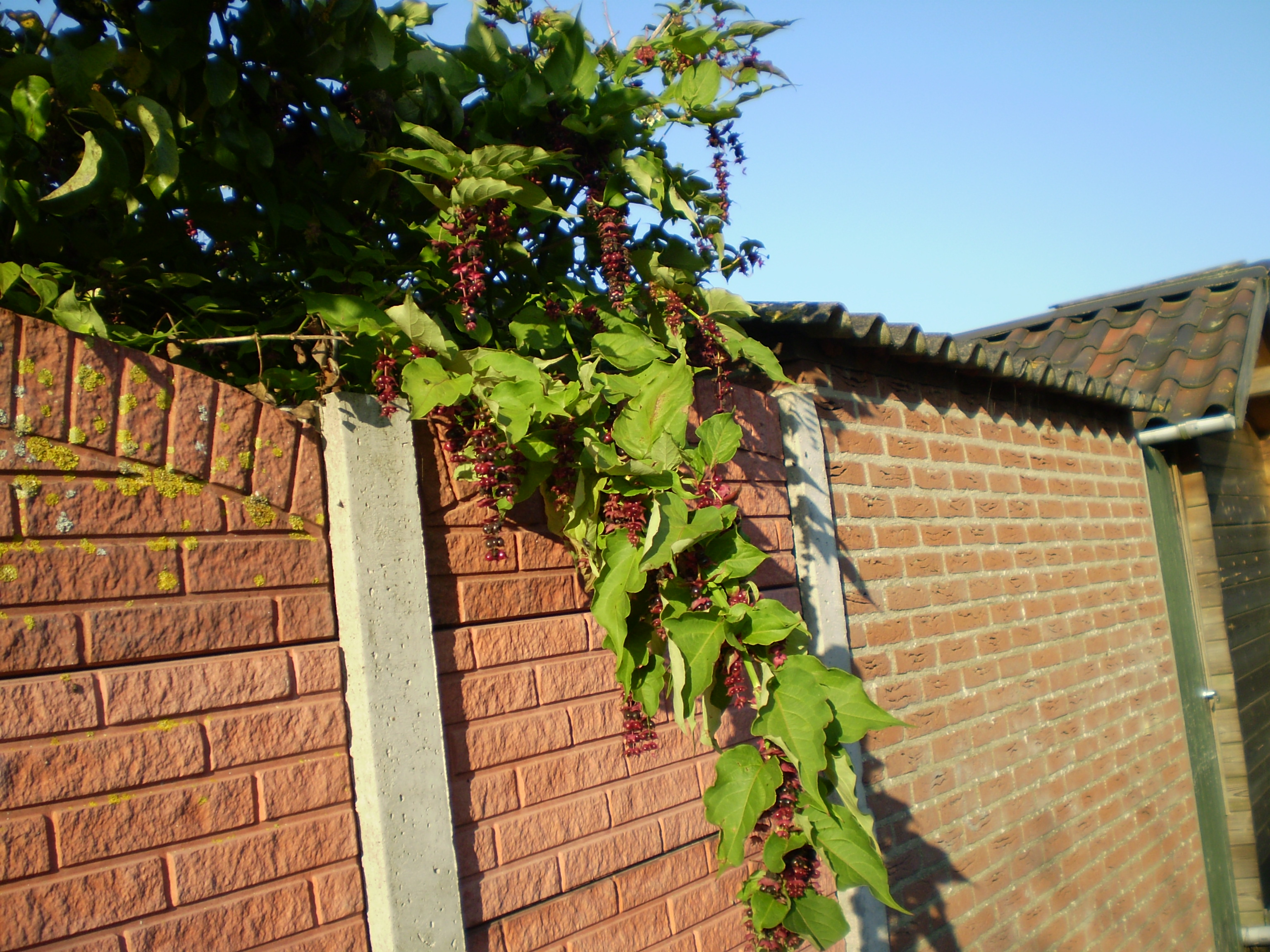
Chèvrefeuille de l'Himalaya.

## Autres espèces
D'autres espèces peuvent devenit potentiellement envahissantes du fait de la réduction des périodes de gel liée au réchauffement climatique.
- Pseudognaphalium undulatum ou Cotonnière ondulée

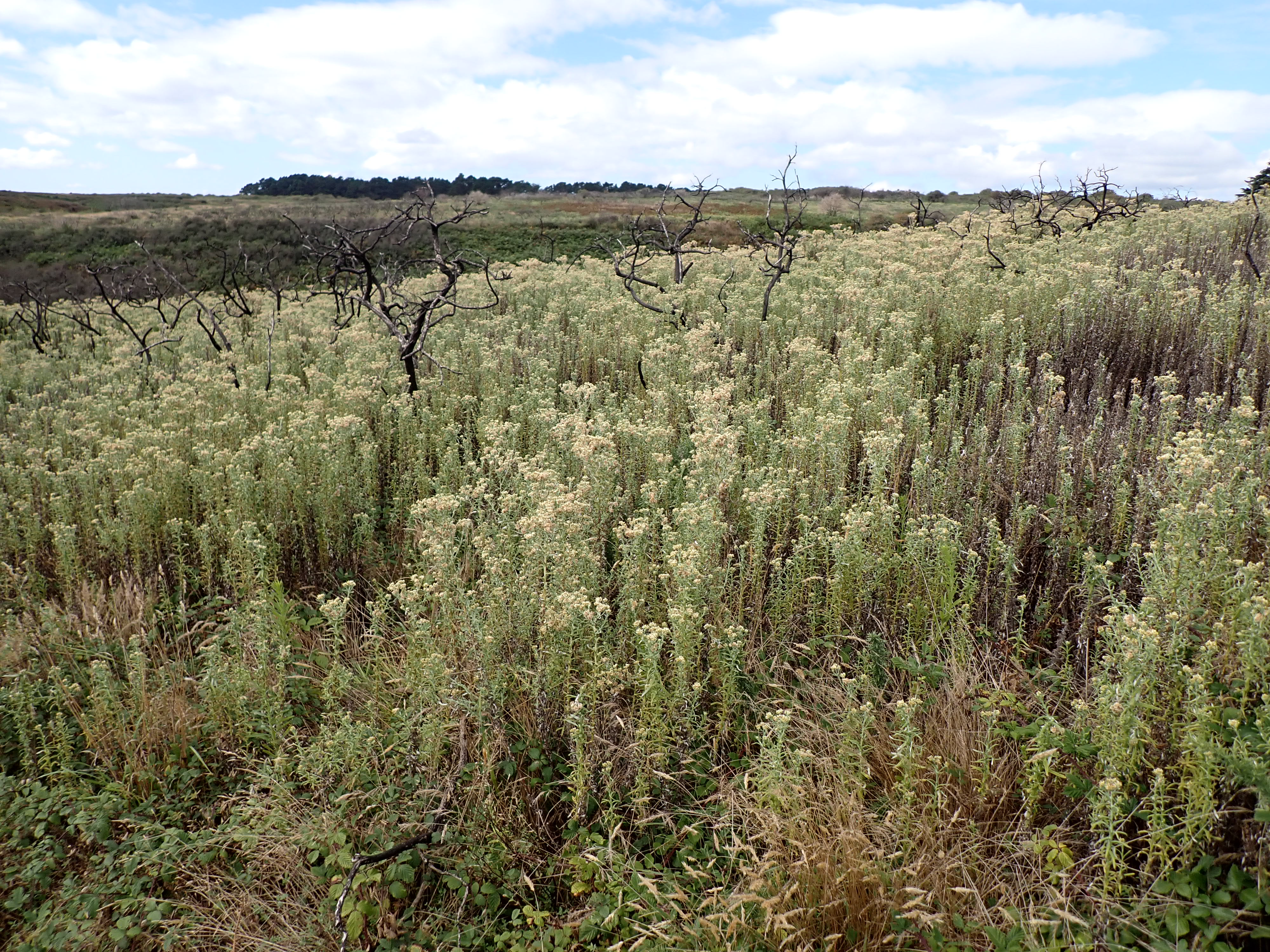
Landes incendiées à Belle-Île-en-Mer et envahies par la Cotonnière ondulée